# Elektrische stroomdichtheid

Stroom door een geleider met doorsnede

De elektrische stroomdichtheid ook elektrische ruimtestroomdichtheid of kort stroomdichtheid is een natuurkundig begrip dat de elektrische stroom door een oppervlak beschrijft. Het wordt meestal genoteerd met {\displaystyle \mathbf {J} } en is gegeven door  
{\displaystyle \mathbf {J} =\rho \mathbf {v} }
Daarin is 
- {\displaystyle \rho } de ladingsdichtheid in C/m3
- {\displaystyle \mathbf {v} } de snelheid van de elektrische lading in m/s

De eenheid van stroomdichtheid is dus A/m2.
Voor een geleider met constante doorsnede {\displaystyle A} waarin een stroom {\displaystyle I} loopt is de stroomdichtheid de verhouding tussen stroomsterkte en beschikbare oppervlakte, dus:
{\displaystyle \mathbf {J} ={\frac {I}{A}}}
Immers, {\displaystyle I=\rho A{\frac {\mathrm {d} x}{\mathrm {d} t}}}, zodat
{\displaystyle \mathbf {J} =\rho {\frac {\mathrm {d} x}{\mathrm {d} t}}=\rho \mathbf {v} }
De wet van Ohm wordt hiermee geschreven als:
{\displaystyle \mathbf {J} =\sigma \mathbf {E} },
met 
- {\displaystyle \mathbf {J} } de ruimtestroomdichtheid in Am−2
- {\displaystyle \sigma } de elektrische geleidbaarheid in Ω−1m−1
- {\displaystyle \mathbf {E} } de elektrische veldsterkte in Vm−1

De stroomsterkte {\displaystyle I} kan uit de stroomdichtheid worden berekend:
{\displaystyle I=\iint _{S}\mathbf {J} \cdot \mathrm {d} \mathbf {A} }
met:
- {\displaystyle I} de stroomsterkte in ampère
- {\displaystyle S} de doorsnede van de geleider in  m2
- {\displaystyle \mathbf {J} } de stroomdichtheid in A/m2
- {\displaystyle \mathbf {A} } de oppervlaktevector in m2

Voor de stroomdichtheid {\displaystyle \mathbf {J} } geldt dan:
{\displaystyle \mathbf {J} =\mathbf {e} _{I}{\frac {\mathrm {d} I}{\mathrm {d} A}}}
waarin
- {\displaystyle \mathbf {e} _{I}} de eenheidsvector in de richting van de elektrische stroom is.